# Polo Reyes
Marco Polo Reyes (Mexicali, Baja California; 7 de noviembre de 1984) es un artista marcial mixto mexicano que compitió en la división de peso ligero del Ultimate Fighting Championship.

## Carrera de artes marciales mixtas
Polo Reyes participó en varias promociones en México de 2009 a 2014 con un récord de MMA de 4-3-0 antes de unirse a la competencia The Ultimate Fighter: Latin America 2.

### The Ultimate Fighter: Latin America
En 2015, Reyes se unió a The Ultimate Fighter: Latin America 2 bajo el equipo de su compatriota Efraín Escudero. En el episodio 7, Reyes se enfrentó al nicaragüense Christihian Soto en una pelea de peso ligero, ganando por nocaut técnico debido a golpes en el segundo asalto. En el episodio 10, se enfrentó al también mexicano Horacio Gutiérrez en la ronda semifinal. Fue derrotado por nocaut técnico debido a golpes en el primer asalto.

### Ultimate Fighting Championship
Reyes se enfrentó a César Arzamendia en la cartelera preliminar de UFC Fight Night 78 el 21 de noviembre de 2015. Derrotó a Arzmaendia con una victoria por nocaut con un golpe en el primer asalto.
El 4 de junio de 2016, Reyes se enfrentó a Dong Hyun Ma el 4 de junio de 2016 en UFC 199, noqueándolo en el tercer asalto. Ambos participantes recibieron el premio a Pelea de la Noche.
Reyes se enfrentó a Jason Novelli el 5 de noviembre de 2016 en UFC Fight Night 98 y obtuvo una victoria por decisión dividida con la tarjeta de puntaje de 29–28, 28–29 y 29–28.
Reyes se enfrentó a James Vick el 13 de mayo de 2017 en UFC 211. Perdió la pelea por nocaut técnico en el primer asalto.
Reyes se enfrentó a Matt Frevola el 14 de enero de 2018 en UFC Fight Night: Stephens vs. Choi. Ganó por nocaut un minuto después de la pelea. Fue galardonado con la Actuación de la Noche.
Reyes recibió una suspensión de la USADA por seis meses por dar positivo por sustancia prohibida ostarine en una prueba de drogas fuera de competencia realizada el 8 de marzo de 2018 como resultado de un suplemento contaminado.
Reyes se enfrentó a Damir Hadžović el 23 de febrero de 2019 en UFC Fight Night 145. Perdió la pelea por nocaut en el segundo asalto.
Reyes se enfrentó a Drew Dober el 29 de junio de 2019 en UFC on ESPN: Ngannou vs. dos Santos.  Perdió la pelea por nocaut técnico en el primer asalto.
Reyes se enfrentó a Kyle Nelson el 21 de septiembre de 2019 en UFC Fight Night: Rodríguez vs. Stephens. Perdió la pelea por nocaut técnico en el primer asalto.
El 11 de febrero de 2020, fue liberado de su contrato con la UFC.

### LUX Fight League
Tras su salida de UFC, Reyes retornaría a México para firmar con LUX Fight League. En su pelea de debut, se enfrentó a Ricardo Arreola en LUX 011 el 20 de noviembre de 2020. Ganó la pelea por nocaut en el primer asalto.
Se enfrentó a Marco Elpidio en LUX 013 el 7 de mayo de 2021. Ganó la pelea por decisión unánime.
Reyes luego se enfrentó a Fernando Martínez en LUX 018 el 5 de noviembre de 2021. Perdió la pelea por sumisión en el primer asalto.

## Campeonatos y logros
- Ultimate Fighting Championship
  - Pelea de la Noche (una vez)
  - Actuación de la Noche (dos veces)
  - Tercer mejor diferencial de golpes en la historia del peso ligero (2.10)
  - Tercera tasa más alta de golpes conectados por minuto, en la historia de UFC (6.69)

## Récord en artes marciales mixtas
| Récord profesional | Récord profesional | Récord profesional |
| 19 peleas          | 10 victorias       | 9 derrotas         |
| ------------------ | ------------------ | ------------------ |
| Nocaut             | 7                  | 6                  |
| Sumisión           | 1                  | 3                  |
| Decisión           | 3                  | 0                  |

| Resultado | Récord | Oponente          | Método                      | Evento                                  | Fecha                    | Ronda | Tiempo | Localización           | Notas                                                                  |
| --------- | ------ | ----------------- | --------------------------- | --------------------------------------- | ------------------------ | ----- | ------ | ---------------------- | ---------------------------------------------------------------------- |
| Derrota   | 10–9   | Adam Assenza      | TKO (golpes)                | BTC 20: Night of Champions II           | 17 de junio de 2023      | 3     | 1:31   | Burlington             | Por el vacante Campeonato de Peso Ligero de BTC.                       |
| Derrota   | 10–8   | Fernando Martínez | Sumisión (guillotine choke) | LUX 018                                 | 5 de noviembre de 2021   | 1     | 4:03   | Acapulco               |                                                                        |
| Victoria  | 10–7   | Marco Elpidio     | Decisión (unánime)          | LUX 013                                 | 7 de mayo de 2021        | 3     | 5:00   | San Pedro Garza García |                                                                        |
| Victoria  | 9–7    | Ricardo Arreola   | TKO (golpes)                | LUX 011                                 | 20 de noviembre de 2020  | 1     | 4:08   | Monterrey              |                                                                        |
| Derrota   | 8–7    | Kyle Nelson       | TKO (golpes)                | UFC Fight Night: Rodríguez vs. Stephens | 21 de septiembre de 2019 | 1     | 1:36   | Ciudad de México       | Debut peso pluma.                                                      |
| Derrota   | 8–6    | Drew Dober        | TKO (golpes)                | UFC on ESPN: Ngannou vs. dos Santos     | 29 de junio de 2019      | 1     | 1:07   | Minneapolis            |                                                                        |
| Derrota   | 8–5    | Damir Hadžović    | TKO (golpes)                | UFC Fight Night 145                     | 23 de febrero de 2019    | 2     | 2:03   | Praga                  |                                                                        |
| Victoria  | 8–4    | Matt Frevola      | KO (golpe)                  | UFC Fight Night: Stephens vs. Choi      | 14 de enero de 2018      | 1     | 1:00   | St. Louis              | Actuación de la Noche.                                                 |
| Derrota   | 7–4    | James Vick        | TKO (golpes)                | UFC 211                                 | 13 de mayo de 2017       | 1     | 2:39   | Dallas                 |                                                                        |
| Victoria  | 7–3    | Jason Novelli     | Decisión (dividida)         | UFC Fight Night 98                      | 5 de noviembre de 2016   | 3     | 5:00   | Ciudad de México       |                                                                        |
| Victoria  | 6–3    | Dong Hyun Ma      | KO (golpe)                  | UFC 199                                 | 4 de junio de 2016       | 3     | 1:52   | Inglewood              | Pelea de la Noche                                                      |
| Victoria  | 5–3    | Cesar Arzamendia  | KO (golpe)                  | UFC Fight Night 78                      | 21 de noviembre de 2015  | 1     | 3:52   | Monterrey              | Actuación de la Noche.                                                 |
| Victoria  | 4–3    | José Luis Medrano | Sumisión (triangle choke)   | World Fighters Championship 13          | 29 de noviembre de 2014  | 2     | 2:05   | Monterrey              | Debut peso ligero; Ganó el Campeonato de Peso Ligero de la WFC México. |
| Derrota   | 3–3    | Erick Montaño     | Sumisión (rear-naked choke) | Xtreme Kombat 25                        | 30 de agosto de 2014     | 1     | N/A    | Naucalpan              |                                                                        |
| Derrota   | 3–2    | Randall Wallace   | TKO (golpes)                | Argos MMA Fighting                      | 14 de septiembre de 2013 | 1     | 2:58   | Jalisco                |                                                                        |
| Derrota   | 3–1    | Ran Weathers      | Sumisión (triangle choke)   | Duelo De Giagantes: Round 2             | 8 de junio de 2013       | 1     | 1:27   | Zumpango               |                                                                        |
| Victoria  | 3–0    | Mike Prokop       | TKO (golpes)                | Duelo De Giagantes: Round 1             | 2 de junio de 2013       | 2     | 4:27   | Ciudad de México       |                                                                        |
| Victoria  | 2–0    | Jaime Tyson       | TKO (golpes)                | Black Fighting Championships 6          | 30 de octubre de 2012    | 1     | N/A    | Jalisco                |                                                                        |
| Victoria  | 1–0    | Alejandro Aguilar | TKO (golpes)                | Inevitable Fight Night                  | 30 de agosto de 2012     | 1     | N/A    | Jalisco                |                                                                        |